# Панчићев парк (Дорћол)
Панчићев парк се налази на територији Градске општине Стари град и највећи је парк на Дорћолу.

## О парку
Панчићев парк носи име по Јосифу Панчићу, српском лекару и ботаничару, који је живео у 19. веку. Иако је београђанима под тим именом најпознатији Универзитетски парк, који се такође налази Старом граду, Панчићев парк на Доњем Дорћолу изграђен је током 20. века. Смештен је између Капетан Мишине, Високог Стевана и Панчићеве улице, непосредно поред старог трамвајског депоа и погона ГСП-а на Дорћолу.
Иако представља највећу такву површину у том делу Београда, инфраструктура парка је до краја прве деценије наредног века била у запуштеном стању. Годину дана касније започета је реконструкција која је обухватала замену водоводних инсталација, обнову травнатих површина, уређење дечјег игралишта и адаптирање за особе са инвалидитетом.
У склопу радова, постављена је и посебно ограђена зона за кућне љубимце, која се налази у близини Панчићевог парка. Недалеко одатле позиционирана је и Фонтана Мике Аласа.